# Julien Matagne
Julien Matagne, né le 23 décembre 1984, est un homme politique belge, membre du parti Les Engagés (LE).

## Biographie
Julien Matagne nait le 23 décembre 1984.
Lors des élections régionales de 2019, Julien Matagne est élu député au parlement au Parlement wallon.
En 2024, il devient bourgmestre de Gerpinnes.